# 最‘恐?!’絶叫計画
『最‘恐?!’絶叫計画』（さいきょうぜっきょうけいかく、原題: Stan Helsing）は、ボー・ゼンガが監督・脚本を務めた、2009年のホラーコメディ映画。
映画「絶叫計画」シリーズに似ており、ホラー映画のパロディとなっている。

## キャスト
- スティーヴ・ハウィー スタン・ヘルシング役
- ディオラ・ベアード ナディーン役
- ケナン・トンプソン テディ役
- デシ・ライディック ミア役
- レスリー・ニールセン ケイ役
- トラビス・マクドナルド ヒッチャー役
- チャド・クロウチュック サリー役
- ダレン・ムーア クレイジー役
- ジェレミー・クリッテンデン 祭壇少年役
- ジェフ・ガルカ役：ラッキー（「チャイルド・プレイ」のチャッキーのパロディ
- ケン・カージンガー メイソン役（『13日の金曜日』のジェイソン・ボーヒーズのパロディ
- ベン・コットン フレディ役（「エルム街の悪夢」のフレディ・クルーガーをパロディ
- リー・ティション マイケル・クライアーズ役（「ハロウィン」のマイケル・マイヤーズのパロディ）
- トワン・ホリデイ プレザーフェイス役（「悪魔のいけにえ」のレザーフェイスのパロディ

## パロディー
- ジョーズ（1975）
- ヴァン・ヘルシング（2004）
- エルム街の悪夢（1984）
- 悪魔のいけにえ（1974）
- チャイルド・プレイ（1988）
- ヘル・レイザー（1987）
- 13日の金曜日（1980）
- ハロウィン（1978）
- ブレア・ウィッチ・プロジェクト（1999）
- ペット・セメタリー（1989）
- ザ・リング（2002）
- ジーパーズ・クリーパーズ（2001）

## 音楽

### サウンドトラック
サウンドトラック・アルバムは発売されなかったが、この映画にはプルート、サタデー・ナイツ、ダヴルノワーズの曲や、ジョニー・キャッシュ、パッツィ・クライン、ヴィレッジ・ピープルの曲のカバーが収録されている。
音楽を担当したのはライアン・ショア。

## 評価

### 興行成績
製作費は1,400万ドルで、全世界での総興行収入は150万ドルだった。

### 批評家の反応
この作品は批評家に酷評された。21件のレビューをもとにしたRotten Tomatoesでは14%の「腐っている」という評価で、平均評価は2.63/10となっている。ロバート・アベレはロサンゼルス・タイムズ紙で、「監督・脚本のボー・ゼンガのジョークは、5歳の子供が犬のフンを指差すのと、ティーンエイジャーが下着を見て喜ぶのと、中年が雨上がりに女性嫌悪になるのと、何ら変わない。神話上の悪者に対するニンニク、聖水、銀の弾丸のように、『最‘恐?!’絶叫計画』はどんな楽しい時間をも確実に忌避させる」と評した。トロント・スター紙はこの映画を「笑えなくて怖い」酷評し、ゼンガを「悲惨な『ソウル・プレイン／ファンキーで行こう!』の中で、あらゆる下品な人種的ステレオタイプを利用するのが面白いと考えた人と同じである」と指摘した。